# Jasmund

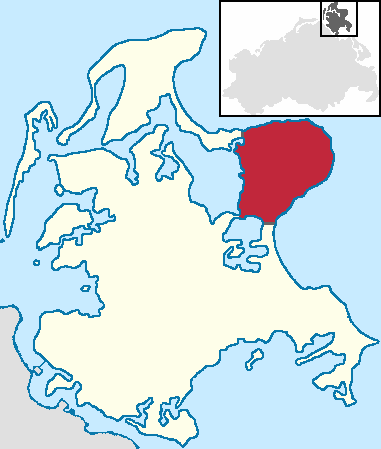

Jasmund là một bán đảo trên đảo Rügen ở Mecklenburg-Vorpommern, Đức. Đảo được kết nối với bán đảo Wittow và khu vực chính Muttland của Rügen bằng các cây cầu đất hẹp Schaabe và Schmale Heide. Sassnitz, Sagard và bến phà quốc tế Mukran đang ở trên Jasmund. Jasmund cũng nổi tiếng với những vách đá phấn Stubbenkammer phía trong Vườn quốc gia Jasmund, một khu bảo tồn thiên nhiên ở phía đông bắc của đảo Rügen. 